# Djebel Ichkeul
El Djebel Ichkeul és una muntanya calcària situada a la part sud del llac d'Ichkeul, en la governació de Bizerta, a Tunísia. Es tracta d'una zona de 13 km² amb una vegetació característica, de clima humit mediterrani, on dominen les oliveres i els llentiscs, i amb una flora i fauna molt diversa. És al seu peu, fins a Tinja, on es practica l'activitat ancestral de la pesca al llac. Algunes fonts calentes brollen al peu de la muntanya i en destaquen les d'Aïn Atrous, Aïn Neggrez, Aïn Echffa, Aïn Sbia, Hammam Sidi Abdelkader i Hammam Sidi Ben Abbes. Una llegenda parla que quaranta marabuts protegien la muntanya de l'Ich.